# Młoda Góra
Der Młoda Góra (deutsch: Junger Berg) ist ein Berg in Polen. Er liegt auf dem Gemeindegebiet von Istebna. Mit einer Höhe von 838 m ist er einer der niedrigeren Berge des Czantoria-Kamms der Schlesischen Beskiden. Der Berg ist ein beliebtes Touristenziel mit vielen Ausblicken auf die benachbarten Gebirge und das Tiefland.

## Tourismus
Auf den Gipfel führt ein gelb markierter Wanderweg von Istebna.